# مهدی بهزاد
مهدی بهزاد ریاضی‌دان مشهور ایرانی و یکی از پیشگامان در نظریه گراف است. او مؤلف دو کتاب در این زمینه منتشره ۱۹۷۲ و ۱۹۷۸ است که سال‌ها مرجع اصلی این زمینه بودند. عدد اردوش او ۱ است. او در بسیاری از دانشگاه‌ها از جمله 
دانشگاه شیراز،شهید بهشتی، میشیگان، صنعتی شریف، و ایالتی میشیگان و ام آی تی تدریس کرده‌است. او از مؤسسان انجمن ریاضی ایران و اولین دبیرکل فرهنگستان علوم ایران است. او اکنون عضو پیوسته فرهنگستان علوم جمهوری اسلامی ایران است. مهدی بهزاد واضع عدد رنگی کلی (انگاره بهزاد) است که ۶۰ سال است که به قوت خود باقی است و اثبات یا رد نشده‌است. او اولین استاد تمام دانشگاه صنعتی شریف است. بهزاد از چهره‌های ماندگار کشور و همچنین برگزیده جایزه علامه طباطبایی بنیاد ملی نخبگان در سال ۱۳۹۰ است.